# Jai Courtney
Pour les articles homonymes, voir Courtney.
Jai Courtney, né le 15 mars 1986 à Sydney, en Nouvelle-Galles du Sud, en Australie, est un acteur australien.

## Biographie
Jai Stephen Courtney est né à Sydney le 15 mars 1986. Son père Chris travaillait pour une compagnie d'électricité et sa mère était institutrice à la Galston Public School, qu'il a lui-même fréquentée.

## Carrière

### Formation en Australie
Après ses études à la « Western Australian Academy of Performing Arts » (WAAPA),, Jai Courtney commence sa carrière à la télévision, d'abord dans les séries australiennes Packed to the Rafters et All Saints en 2008, puis en jouant un petit rôle l'année suivante dans la comédie potache australienne Stone Bros., de Richard Frankland.

### Passage à Hollywood et grosses productions
Il a alors déjà débarqué à Hollywood, où il prête ses traits au gladiateur Varro durant la première saison de la série péplum Spartacus : Spartacus : Le Sang des gladiateurs.
Son interprétation lui permet d'être remarqué par les studios, et il décroche ainsi un rôle dans une grosse production : le film d'action Jack Reacher, qui marque le début d'une nouvelle franchise pour Tom Cruise. Le jeune acteur se voit donner la chance de jouer l'un des principaux antagonistes du héros incarné par la star. Le blockbuster fonctionne bien à l'international.
Courtney enchaîne déjà avec un autre projet attendu : il est choisi pour prêter ses traits au fils de John McClane, incarné une cinquième fois par Bruce Willis dans Die Hard : Belle journée pour mourir. Sorti en 2013, le film reçoit des critiques catastrophiques sur le sol américain, et déçoit au box-office. Ses recettes à l'international conduisent à considérer un sixième opus remanié. Quant à l'autre projet de l'acteur, le film d'horreur I, Frankenstein, écrit et réalisé par Stuart Beattie, c'est un flop critique et commercial également.
En 2014, l'acteur est à l'affiche d'une nouvelle franchise : Divergente, dont le premier opus est mis en scène par Neil Burger, et fonctionne suffisamment pour confirmer une tétralogie. Courtney tente de son côté de se diversifier en participant au film de guerre Invincible, seconde réalisation d'Angelina Jolie... un succès commercial modéré qui divise la critique. Un autre acteur lui fait également confiance pour un projet personnel : Russell Crowe, pour le drame historique La Promesse d'une vie, un échec commercial.
L'année suivante lui permet de participer à une autre franchise mythique : dès le 19 février 2014, il est officialisé dans le rôle de Kyle Reese, pour Terminator Genisys, le cinquième opus de la franchise Terminator. Il succède ainsi à Michael Biehn et Anton Yelchin, précédents interprètes du rôle sur grand écran. Mais là encore, le film d'Alan Taylor est un échec critique et commercial aux États-Unis, et les projets de suite sont cette fois annulés. Mais le 3 décembre de la même année, l'acteur est confirmé dans le rôle du voleur australien de DC Comics, Digger Harkness / Captain Boomerang, l'un des protagonistes du blockbuster de super-héros Suicide Squad de David Ayer où il donne la réplique à Will Smith et Margot Robbie, sorti en salle en août 2016, il reprend son rôle en 2021 pour le reboot du premier film, The Suicide Squad réalisé par James Gunn.

## Vie privée
Il a été en couple avec Mecki Dent de 2015 à 2022.

## Filmographie

### Cinéma
- 2009 : Stone Bros. de Richard Frankland : Eric
- 2012 : Jack Reacher de Christopher McQuarrie : Charlie
- 2013 : Felony de Matthew Saville : Jim Melic
- 2013 : Die Hard : Belle journée pour mourir (A Good Day to Die Hard) de John Moore : John « Jack » McClane Jr.
- 2013 : I, Frankenstein de Stuart Beattie : Gideon
- 2014 : Divergente (Divergent) de Neil Burger : Eric
- 2014 : Invincible (Unbroken) d'Angelina Jolie : Hugh Cuppernell
- 2014 : La Promesse d'une vie (The Water Diviner) de Russell Crowe : le lieutenant-colonel Cecil Hilton
- 2015 : Divergente 2 : L'Insurrection de Robert Schwentke : Eric
- 2015 : Terminator Genisys d'Alan Taylor : Kyle Reese
- 2015 : Man Down de Dito Montiel : Devin Roberts
- 2016 : Suicide Squad de David Ayer : Digger Harkness / Captain Boomerang
- 2016 : Trahisons (The Exception) de David Leveaux : Capitaine Stefan Brandt
- 2019 : Buffaloed de Tanya Wexler : Wizz
- 2019 : Storm Boy de Shawn Seet : Hideaway Tom
- 2019 : Alita: Battle Angel de Robert Rodriguez : Jashugan (non crédité)
- 2019 : Brothers in Arms (Semper Fi) d'Henry-Alex Rubin : Chris "Cal" Callahan
- 2020 : 100% Loup (100% Wolf) de Alexs Stadermann : Flasheart
- 2020 : The Good Criminal (Honest Thief) de Mark Williams : agent John Nivens
- 2021 : Jolt de Tanya Wexler : Justin
- 2021 : The Suicide Squad de James Gunn : Digger Harkness / Captain Boomerang
- 2022 : Black Site de Sophia Banks : Raymond Miller
- 2023 : The Flash d'Andy Muschietti : Digger Harkness / Captain Boomerang (caméo, CGI images d'archives)
- 2023 : Catching Dust de Stuart Gatt : Clyde
- 2024 : Runt de John Sheedy : Bryan Shearer
- 2025 : Dangerous Animals de Sean Byrne : Tucker

### Télévision
- 2008 : All Saints (en) : Harry Avent (saison 11, épisodes 7 et 25)
- 2008-2009 : Packed to the Rafters : Damian (saison 1, épisodes 14 et 15)
- 2010 : Spartacus : Le Sang des gladiateurs : Varro
- 2017 : Wet Hot American Summer: Ten Years Later : Garth MacArthur
- 2020 : Stateless : Cameron « Cam » Sandford
- 2022 : Jigsaw : Bob Goodwin
- 2022 : The Terminal List : Steven Horn
- 2022 : Love, Death and Robots : Spencer (volume 3, épisode 8 Dans l'obscurité des profondeurs)
- 2023 : Kaleidoscope : Bob Goodwin
- 2025 : À l'aube de l'Amérique : Virgil Cutter

### Court-métrage
- 2005 : Boys Grammar de Dean Francis : Alex